# Hampton, London
Hampton är en ort i Storbritannien.   Den ligger i grevskapet Greater London och riksdelen England, i den södra delen av landet, 20 km sydväst om huvudstaden London, på floden Themsens vänstra sida. Hampton ligger 14 meter över havet och antalet invånare är 18 000.
Terrängen runt Hampton är platt.Runt Hampton är det mycket tätbefolkat, med 1 313 invånare per kvadratkilometer. Närmaste större samhälle är London, 19,8 km nordost om Hampton. I omgivningarna runt Hampton växer i huvudsak blandskog.